# Полет 8641 на „Аерофлот“
Полет 8641 на „Аерофлот“ е вътрешен редовен пътнически полет от летище Пулково, Ленинград, Руска съветска федеративна социалистическа република, до международното летище „Киев-Жуляни“, Киев, Украинска съветска социалистическа република, Съюз на съветските социалистически републики, управляван от „Аерофлот“. На 28 юни 1982 г. самолетът „Як-42“, който изпълнява полета, се разпада на височина от 5700 м и разбива южно от Мозир, Белоруска съветска социалистическа република. Умират всички 132 души на борда. Инцидентът е едновременно първата и най-смъртоносната катастрофа с „Як-42“ и остава най-смъртоносният авиационен инцидент в Беларус.
Останките на машината са открити в покрайнините на село Върбавичи, на 10 км югоизточно от областния център Наровля. Фрагменти от самолета са разпръснати на площ от 6,5 на 3,5 километра. Причината за катастрофата е повреда на винтовия механизъм в опашката на самолета поради умора на метала, която е резултат от недостатъци в конструкцията на „Як-42“. Разследването заключава, че сред причините за катастрофата са лошата поддръжка, както и системата за управление на стабилизатора, която не отговаря на основните авиационни стандарти. Трима инженери, които одобряват и подписват чертежите на винтовете, са осъдени.
Инцидентът налага да се изтеглят от експлоатация всички самолети „Як-42“, докато дефектът в конструкцията не е отстранен през октомври 1984 г.